# 占美·漢隆
莊·占士·漢隆（英語：John James Hanlon，1917年10月12日—2002年1月12日），已去世的英格蘭足球員，司職前鋒。1934年，他成為曼聯青年球員，一年後成為職業球員。1948年，他轉投貝利。他為曼聯披甲63場，射入20球。

## 外部連結
- Profile at StretfordEnd.co.uk
- Profile at MUFCInfo.com